# In-fólio
In-fólio é nome que se dá, em editoração, ao método de impressão no qual uma folha impressa é depois dobrada ao meio, de modo que os cadernos tenham quatro páginas, duas de cada lado. Por extensão também se chamam in-fólio aos livros impressos com este método.
Exemplo de obra editada assim tem-se o Galeria dos Brasileiros Ilustres, de S. A. Sisson.